# Белнап, Ньюэл
Ньюэл Динсмор Белнап-младший (англ. Nuel Dinsmore Belnap Jr., 1 мая 1930, Эванстон, Иллинойс — 12 июня 2024, Уайтфилд, Нью-Гэмпшир) — американский логик и философ, внесший вклад в философию логики, темпоральную логику и теорию структурных доказательств. Он преподавал в Питтсбургском университете с 1963 года до выхода на пенсию в 2011 году.

## Ранние годы и образование
Белнап родился 1 мая 1930 года. Он учился в средней школе Нью-Трира в Уиннетке, штат Иллинойс, и получил степень бакалавра гуманитарных наук в Университете Иллинойса.
Белнап работал программистом на IBM 701 в Агентстве национальной безопасности для ВВС США в течение двух лет, прежде чем поступить в аспирантуру Йельского университета. Он любил метафизику, и среди его профессоров были Пол Вайс, Артур Пап, Генри Маргенау, Фредерик Фитч и Рулон Уэллс.
Получив стипендию Фулбрайта в 1958 году, он отправился в Лувен, чтобы учиться у каноника Роберта Фейса. Белнап проживал в Брюсселе с женой и двухлетним ребёнком. Фейс посоветовал Белнапу прочитать статью Вильгельма Аккермана о строгой импликации в Journal of Symbolic Logic.
Алан Росс Андерсон и Белнап начали обсуждать релевантную импликацию. В 1960 году Андерсон попросил Белнапа описать свою работу по логике релевантности, и это была докторская диссертация Белнапа в Йельском университете (под названием «Формализация следствия»). Диссертация была опубликована Омаром Каямом Муром в отделении групповой психологии Управления военно-морских исследований.

## Карьера
Белнап стал доцентом Йельского университета. Он нанял Джона Барвайза и Джона Уоллеса в качестве научных сотрудников.
Алан Андерсон и Белнап были соавторами книги «Последствия: логика релевантности и необходимости». «Когда мы работали вместе, мы работали бок о бок. Мы просто садились и вместе писали предложения».
Белнап стал профессором в 1966 году. Курт Байер был главой кафедры. Белнап начал преподавать философию социальных наук студентам, в числе которых были Бас ван Фраассен и Джон Майкл Данн. В 1967 году он стал профессором социологии, а в 1971 году — профессором философии науки. В конце концов он занял кафедру, названную в честь Алана Росса Андерсона.
Опасаясь последствий противоречиво хранимых данных, Белнап предложил четырёхзначную логику, чтобы избежать необдуманных выводов, таких как (A и ~A) → B для произвольного утверждения B. Четырёхзначная логика, известная как принцип взрыва в классической логике, обеспечивает основу для паранепротиворечивой логики, позволяющей избежать патологии двузначной логики.
В 1976 году Белнап и Т. Б. Стил-младший опубликовали «Логику вопросов и ответов» как своевременный вклад в эротетику. Помимо логики высказываний, они отметили, что развивающиеся базы данных делают возможным создание «файлов досье на отдельных лиц» (стр. 146), что приводит к «проблеме конфиденциальности при ведении записей». Книга включает 45-страничную аннотированную библиографию по эротетике, разделённую на философию, лингвистику, автоматический ответ на вопросы и педагогику, составленную Хубертом Шляйхертом и Урсом Эгли.
Во время творческого отпуска Белнап был приглашённым профессором Калифорнийского университета в Ирвайне и Университета Индианы в Блумингтоне осенью 1977, 1978, 1979 годов вместе с Джоном Майклом Данном. В 1982 году он работал в Стэнфордском центре перспективных исследований в области поведенческих наук и в 1996 году в Лейпциге, Centrum für Höhere Studien, с Генрихом Вансингом. Он был одним из основателей Общества точной философии, которое сотрудничало с такими мыслителями, как Марио Бунге. Белнап был рецензентом многих научных статей.
В 2008 году он был избран членом Американской академии искусств и наук.

## Личная жизнь и смерть
У Белнапа было три сына и дочь от его первой жены Джоан Годе Белнап. Он умер 12 июня 2024 года в Уайтфилде, Нью-Гэмпшир.

## Избранные труды
- 1975: (соавт. с Dorothy L. Grover & Joseph L. Camp) «The Prosentential Theory of Truth», Philosophical Studies[англ.] 27(1): 73-125
- 1993: (соавт. с Anil Gupta[англ.] The Revision Theory of Truth, MIT Press
- 2001: (соавт. с Ming Xu and Michel Perloff) Facing the Future: agents and choices in our indeterministic world, Oxford University Press (ISBN 0195138783).